# St. Lawrence (Pennsylvania)
St. Lawrence  è una borough degli Stati Uniti d'America, nella contea di Berks nello Stato della Pennsylvania. Secondo il censimento del 2000 la popolazione è di 1.812 abitanti.

## Società

### Evoluzione demografica
La composizione etnica vede una maggioranza di quella bianca (95,47%), seguita da quella afroamericana (2,15%) dati del 2000.
| borough di St. Lawrence Popolazione |       |
| 2000                                | 1.812 |
| Stima al 2009                       | 1.867 |